# クリスティアン・シュトッカー
クリスティアン・シュトッカー（ドイツ語：Christian Stocker、1960年3月20日 - ）は、オーストリアの政治家。2025年3月より同国連邦首相。オーストリア国民党所属。2025年3月29日より党首を務めている。

## 来歴
ニーダーエスターライヒ州ウィーナー・ノイシュタット生まれ。ウィーン大学卒業。ウィーナー・ノイシュタット市議会議員、同市の副市長を歴任。2019年6月12日から2025年3月6日まで国民議会議員、2022年9月から2025年1月まで国民党幹事長を務めた。
2024年9月の総選挙で自由党が第1党となったが、アレクサンダー・ファン・デア・ベレン大統領は第2党である国民党党首のカール・ネーハマー首相（当時）に組閣を要請した。このため、国民党は自由党を除いて社会民主党、NEOSと連立交渉を行った。交渉は決裂し、ネーハマーは2025年1月4日に首相及び党首からの辞任を表明したため、シュトッカーが後任として国民党の党首代行に選出された。
自由党のヘルベルト・キクル党首がファン・デア・ベレンに組閣を要請されると、自由党とシュトッカー率いる国民党が連立交渉にあたったが、2月に決裂。国民党と社会民主党、NEOSは連立協議を再開し、2月27日に連立協議が合意に達した。3月3日、シュトッカーが3党連立政権の首相に就任した。
3月28日、党大会で98％の票を獲得し、正式に国民党の党首へ選出された。